# 참모
참모(參謀, 영어: Staff)는 군사 조직에서 지휘관의 막료로서 작전 용병 등에 관한 계획, 지도를 맡은 장교의 직책이다.
해당 분야에서 지휘관을 보좌하는 업무를 담당하며 자신이 담당하는 분야에 한해서만 지휘관의 권한을 위임받는다. 군대에서는 각 부대 지휘관의 안정된 지휘권을 보장하기 위해 참모의 계급을 바로 아래 지휘관보다 두 단계 아래로 하거나 차하급 부대의 지휘관보다 한 단계 아래로 설정해 놓는 것이 일반적이다. 예를 들면 대대참모는 대위급(대대장:중령), 연대참모는 소령급(연대장:대령), 사단참모는 대대장급(중령), 군단참모는 여단장급(준장) 또는 연대장급(대령)이다.
군대가 아닌 조직에도 참모는 엄연히 존재하며 최종 우두머리를 바로 모시면서 보좌하는 위치가 참모이다. 회사의 경우는 상무와 전무 등이 참모에 해당되며 장관은 대통령의 참모이다.

## 군 참모
군 부대의 참모(Military staff)는 아래와 같이 구분된다.
- 참모장 : 최선임 참모 (별도로 두거나 작전참모가 겸임)
- 일반참모 : 인사, 정보, 작전, 군수참모
- 특별참모 : 민사, 부관, 정훈, 군사경찰, 법무, 감찰, 공병, 통신, 화생방, 의무, 군종, 사병참모 등[1]

## 같이 보기
- 지휘통제
- 대장군참모 : 일반참모 제도 역사
- 보병 : 각 부대의 구성 항목의 참모 편성 참고